# Chiesa di San Martino di Liramo
La chiesa di San Martino di Liramo nel comune di Cirié rappresenta, nelle strutture murarie delle due absidi e nell'elegante campanile, un'importante testimonianza dell'architettura romanica nel Canavese. Di notevole interesse sono anche gli affreschi interni eseguiti su un lungo arco temporale, tra il XII ed il XV secolo.

## Storia
Una chiesa con una sola navata, posta in località Liramo, isolata rispetto al borgo di Ciriacum (oggi Cirié), canonicamente orientata est-ovest, esisteva già alla fine del X secolo, periodo al quale risale la muratura dell'abside principale conservatasi sino ai giorni nostri. Il campanile, attiguo all'abside, fu edificato nell'XI secolo; successivamente, verso l'inizio del XII secolo, fu costruita sul lato meridionale una seconda navata, un po' più corta e più bassa, anch'essa con abside semicircolare e con una copertura a travi in legno ad una sola falda.
Una pergamena del 1158 presente nell'archivio dell'Ordine Mauriziano attesta la cessione della chiesa da parte del vescovo torinese Carlo ai canonici del monte Giove (Gran San Bernardo); successivamente essa passò ai monaci di San Michele della Chiusa
Nel corso del XVIII secolo furono apportate singolari modifiche, costruendo sul lato orientale, dov'era l'antica facciata, una seconda abside contrapposta a quella antica: su quest'ultima fu aperto il nuovo ingresso alla chiesa (come ancora si vede nelle fotografie di fine Ottocento). Restauri successivi, tra fine Ottocento e prime decadi del Novecento, hanno in parte posto rimedio ai ritocchi settecenteschi, ripristinando l'abside antica. Fu anche parzialmente ricostruito il lato meridionale dell'edificio su quale venne posto l'attuale portale di ingresso. Risale a quegli anni l'immagine di San Martino posta nella lunetta che sormonta il portale (che riproduce un'immagine antica presente nell'abside minore).

## Strutture architettoniche
La chiesa primitiva (X secolo) fu edificata utilizzando materiali reperibili in zona: ciottoli di fiume e schegge di pietra con sporadici inserimenti in laterizio. L'abside principale è suddivisa in specchiature da lesene sormontate da archi binati. Le monofore, strette ed a forte strombatura, che si aprono sulla parete curva dell'abside sono curiosamente poste in posizione asimmetrica rispetto alla geometria delle specchiature. Il rivestimento in cotto dell'abside minore mostra con evidenza i segni del restauro di inizio Novecento.
L'impronta più marcatamente romanica della chiesa. che si coglie già in lontananza, è data dal campanile costruito con ciottoli di fiume, schegge di pietra e cocci di mattone. Il suo sviluppo verticale consta di sette piani, con una teoria di aperture che, su ogni lato, vanno dalle strette feritoie dei primi tre piani, alle monofore del quarto, alle bifore del quinto e sesto, alle trifore del settimo, con capitelli a gruccia. La successione dei piani è segnata da archetti pensili, sormontati da cornici formate da mattoni posti a denti di sega.

## Apparato decorativo

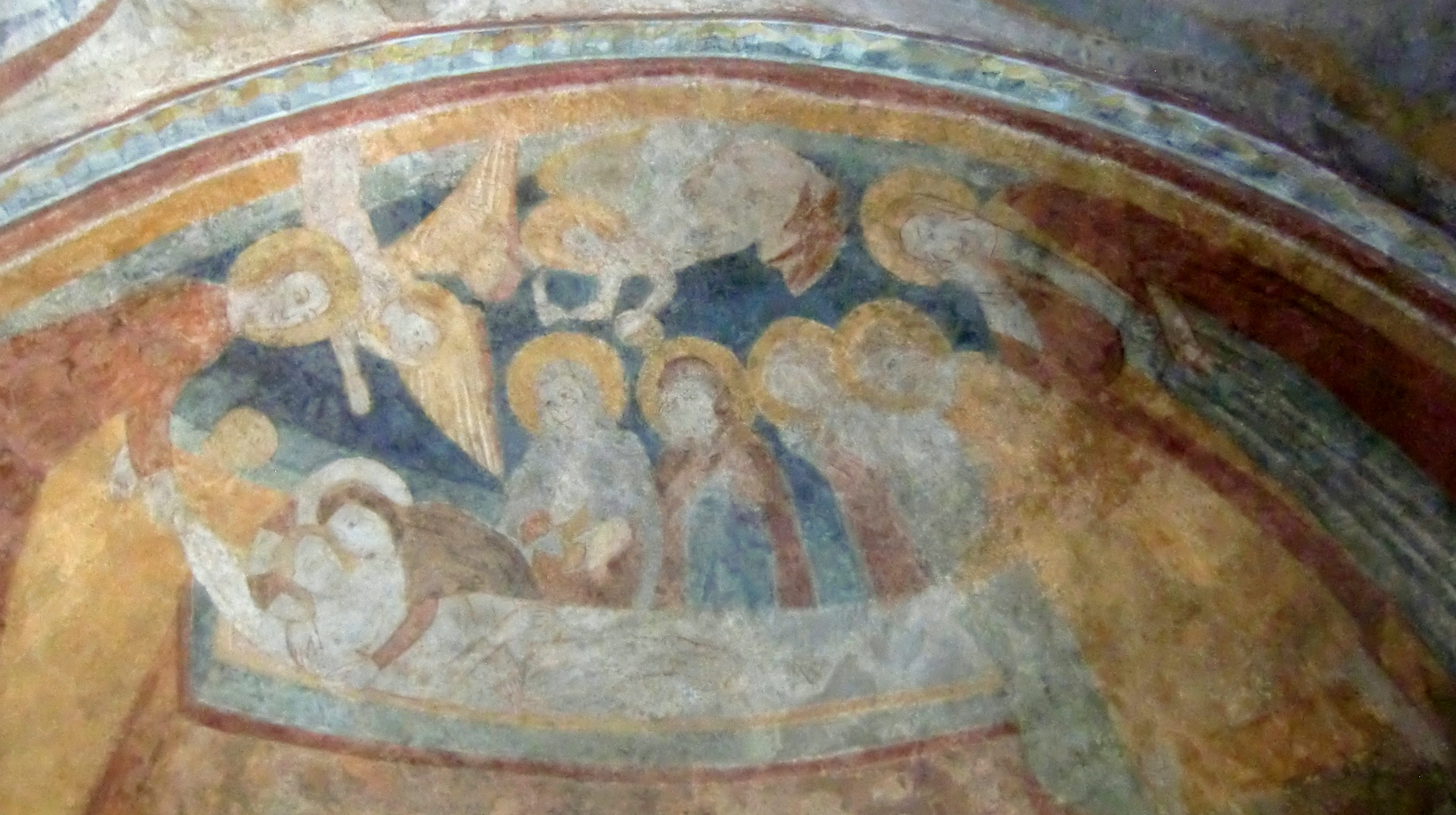
Compianto sul Cristo morto, catino dell'abside minore

Interessanti (anche se sinora poco studiati) sono i superstiti affreschi, di epoche diverse, che si possono osservare all'interno della chiesa nelle due absidi. 
Tracce di un'antica campagna decorativa risalente al periodo romanico (XII secolo) sono rinvenibili nel sottarco che immette nell'abside maggiore: si tratta di sue frammenti di pittura con mani che reggono una foglia di fico e che lasciano intendere quella che doveva essere una grande raffigurazione di Adamo ed Eva dopo il peccato originale. Si sovrappone alla antica decorazione una scena con la Resurrezione delle anime dei morti che doveva far parte di una raffigurazione (di incerta datazione) del Giudizio Finale; più in alto sulla destra sono visibili tracce della Bocca dell'inferno.
La più rilevante testimonianza, sebbene alquanto deteriorata, di pittura romanica si ha nell'abside maggiore: nel catino troviamo la raffigurazione del Cristo Pantocratore, posto in una mandorla di luce e circondato dai simboli del Tetramorfo; nel semicilindro dell'abside l'usuale teoria degli Apostoli, con figure connotate da una notevole eleganza nei tratti del volto. 
Spostandoci al fondo della navata meridionale si osserva come l'abside minore sia occupata, per ampia parte da affreschi ispirati dal culto mariano. Nel sottarco troviamo, al centro, un Cristo benedicente, alla sua destra (poco leggibile) un'Ascensione al Cielo della Vergine, e sulla sinistra un'Incoronazione della Vergine, con la Madonna ed il Cristo seduti l'una accanto all'altro. Il catino è occupato da una suggestiva rappresentazione del Compianto sul Cristo morto, mentre il semicilindro è occupato da alcune immagini di santi: vi si osservano, tra gli altri, un riquadro con San Secondo di Asti che regge in mano un castello con accanto con un santo in nero con un bastone a forma di tau (Sant'Antonio abate?) ed un riquadro con San Martino di Tours (santo al quale la chiesa è dedicata). Difficile è la datazione di questi affreschi: il Compianto presenta tratti stilistici riconducibili alla pittura gotica (XIV) secolo. La data leggibile nella scritta dedicatoria al di sopra della piccola figura di un devoto inginocchiato (1481) non sembra estendibile al resto dei dipinti.
Sulle pareti al fondo della navata, prima dell'abside, altre immagini di santi (probabilmente con funzione di ex voto): si individuano un bel frammento con Sant'Antonio abate ed una Santa Liberata che, reggendo due infanti in fasce, risponde alla tradizionale iconografia diffusa in Piemonte. 
Nella cappella della Consolata (eretta nel Settecento) è posta una cinquecentesca statua lignea della Madonna col Bambino alta circa 90 cm. cara alla devozione popolare. Sempre all'interno della chiesa sono visibili alcune lapidi funerarie romane.

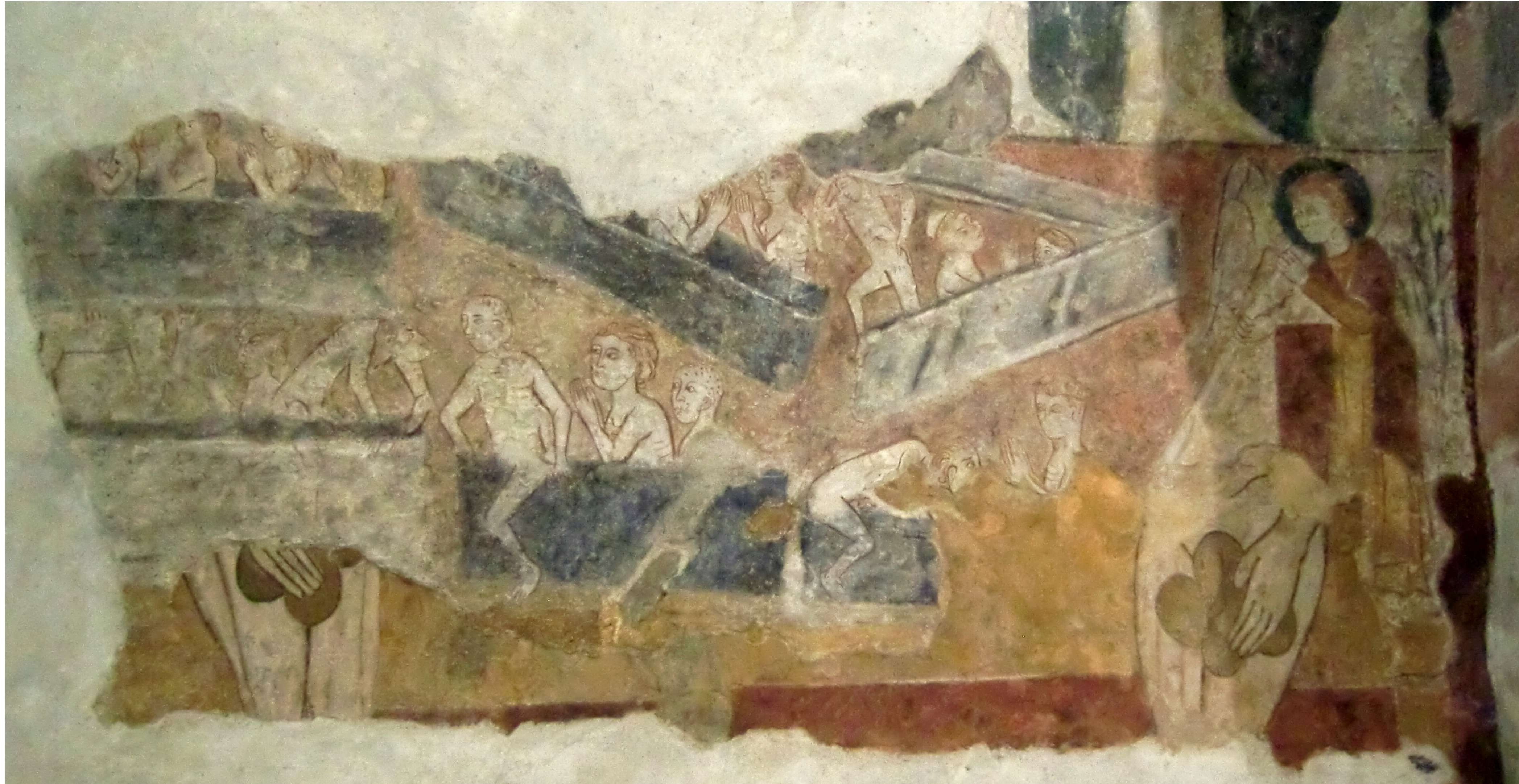
Frammenti di una raffigurazione di Adamo ed Eva (XII secolo) ai quali si sovrappone una scena della Resurrezione dei morti (XIV secolo?)
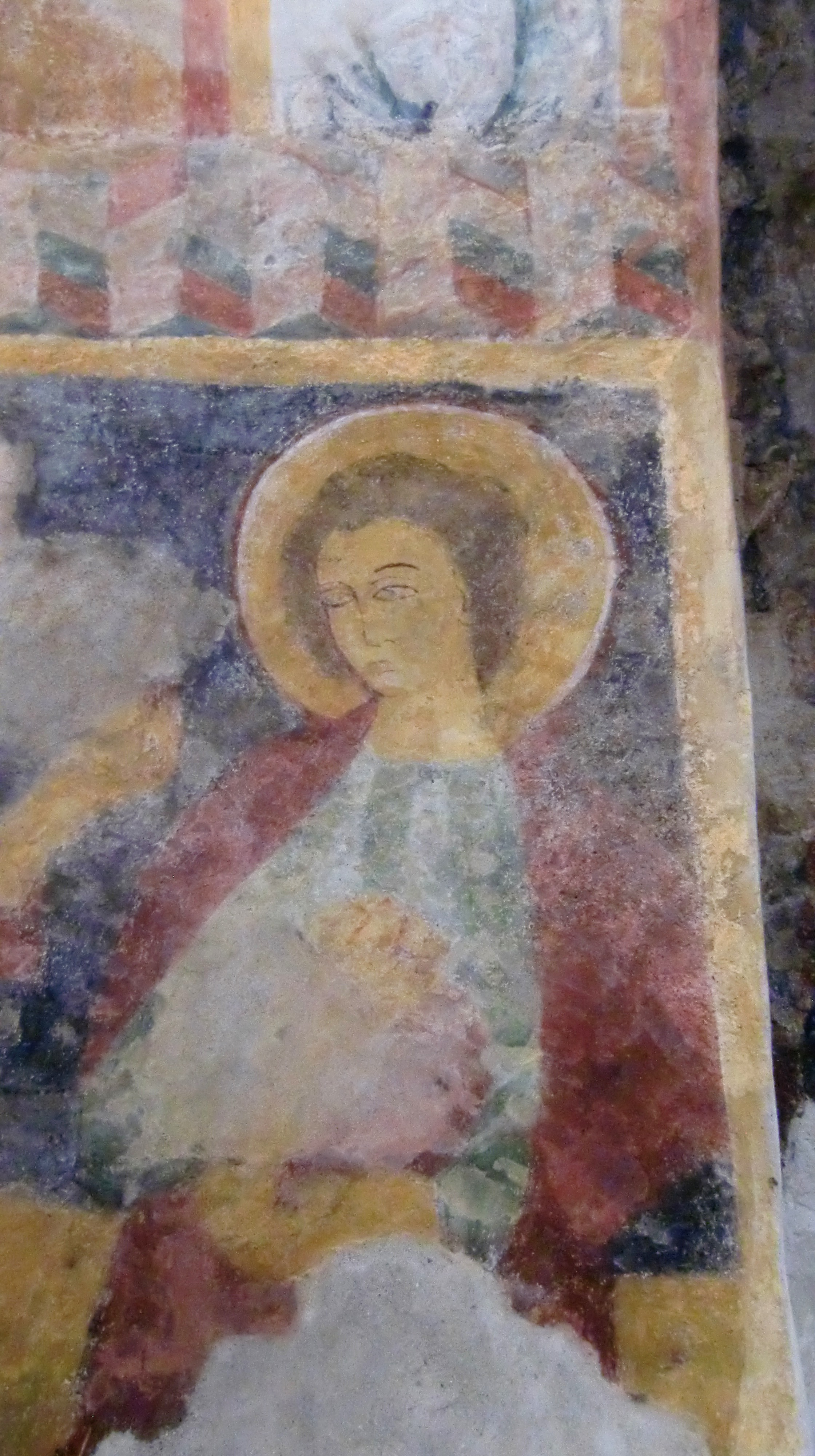
Particolare di un Apostolo nel semicilindro dell'abside maggiore (XII secolo)
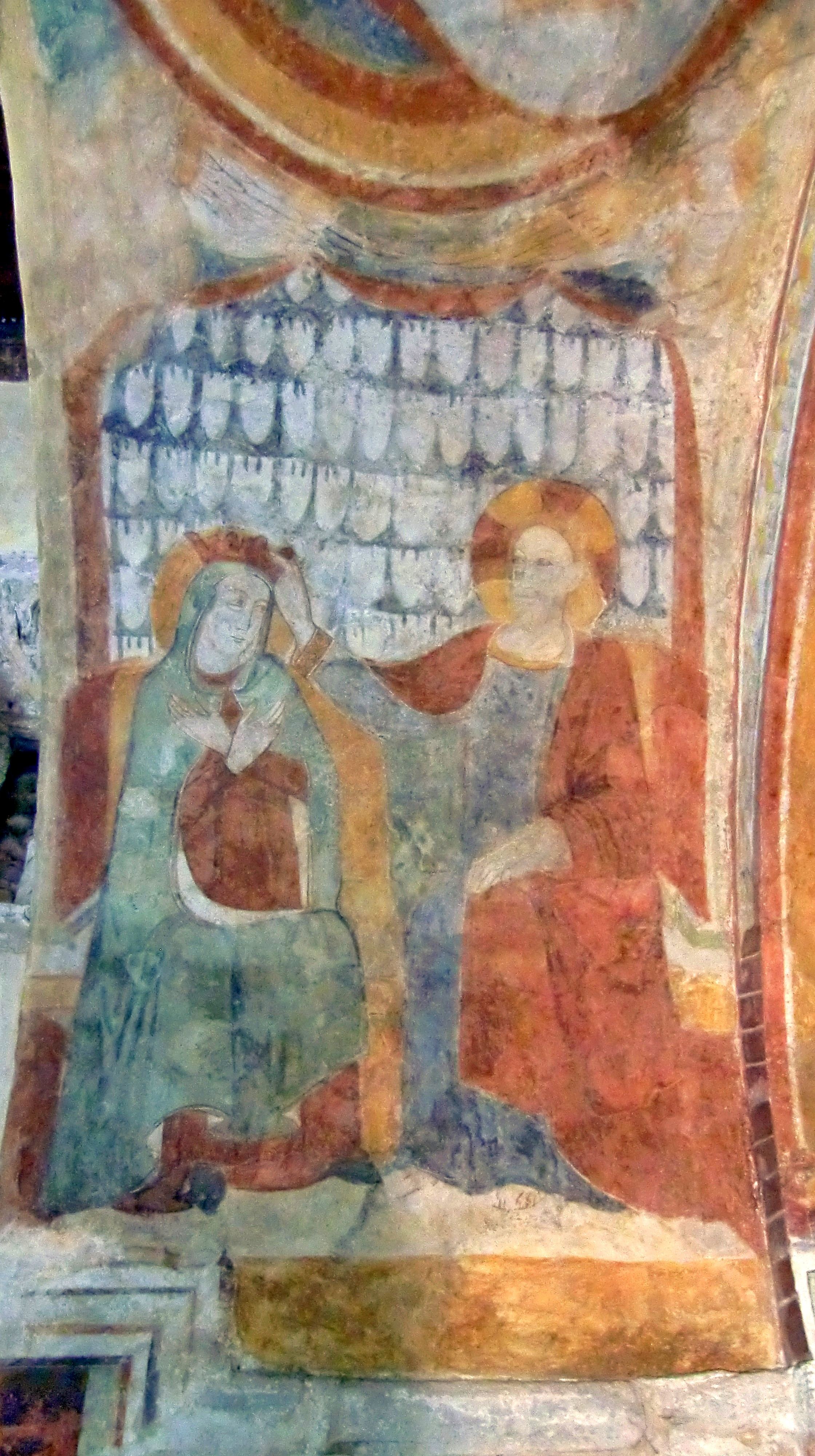
Incoronazione della Vergine nel sottarco che precede l'abside minore, XIV secolo?
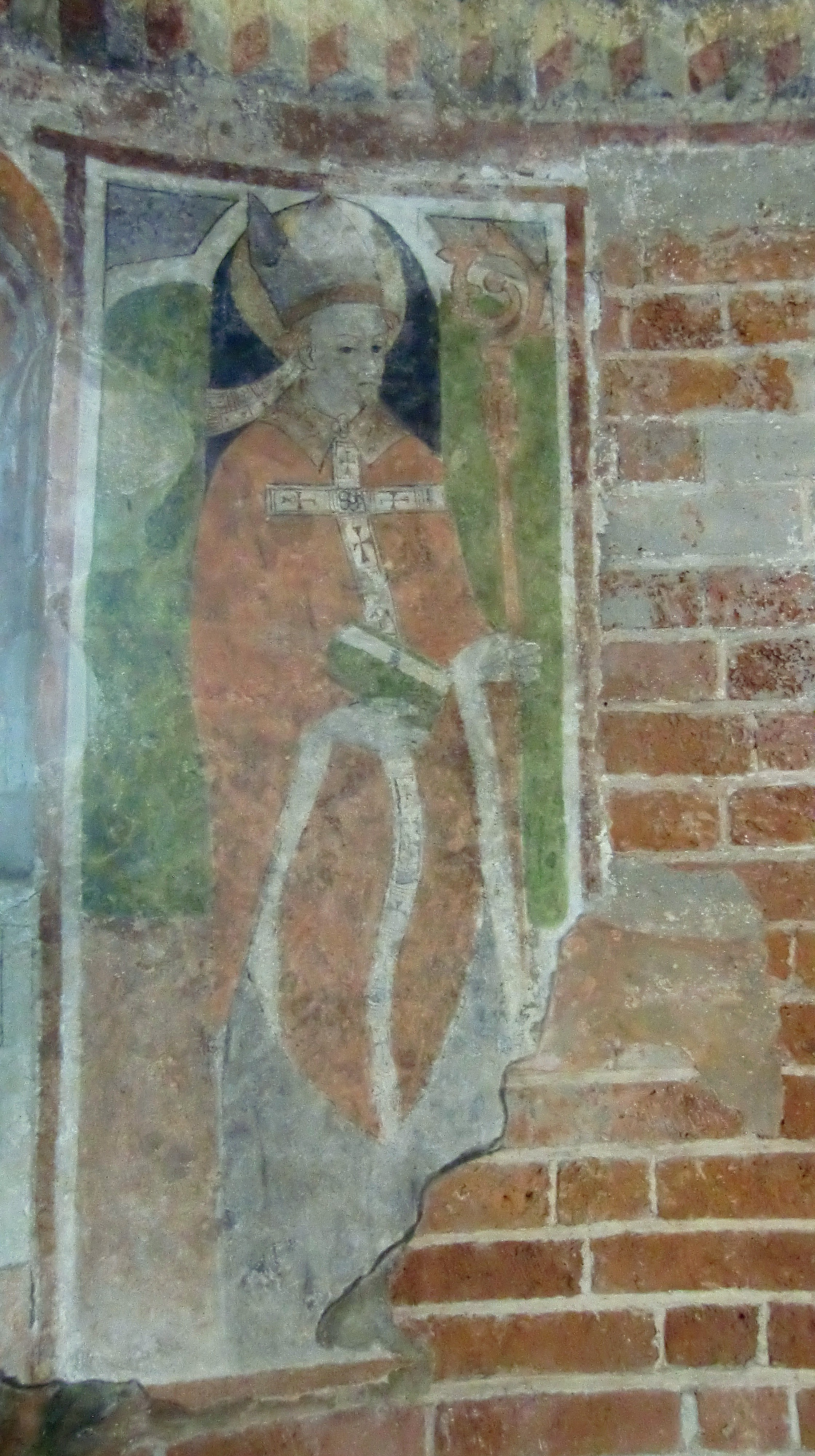
San Martino di Tours, affresco nell'abside minore
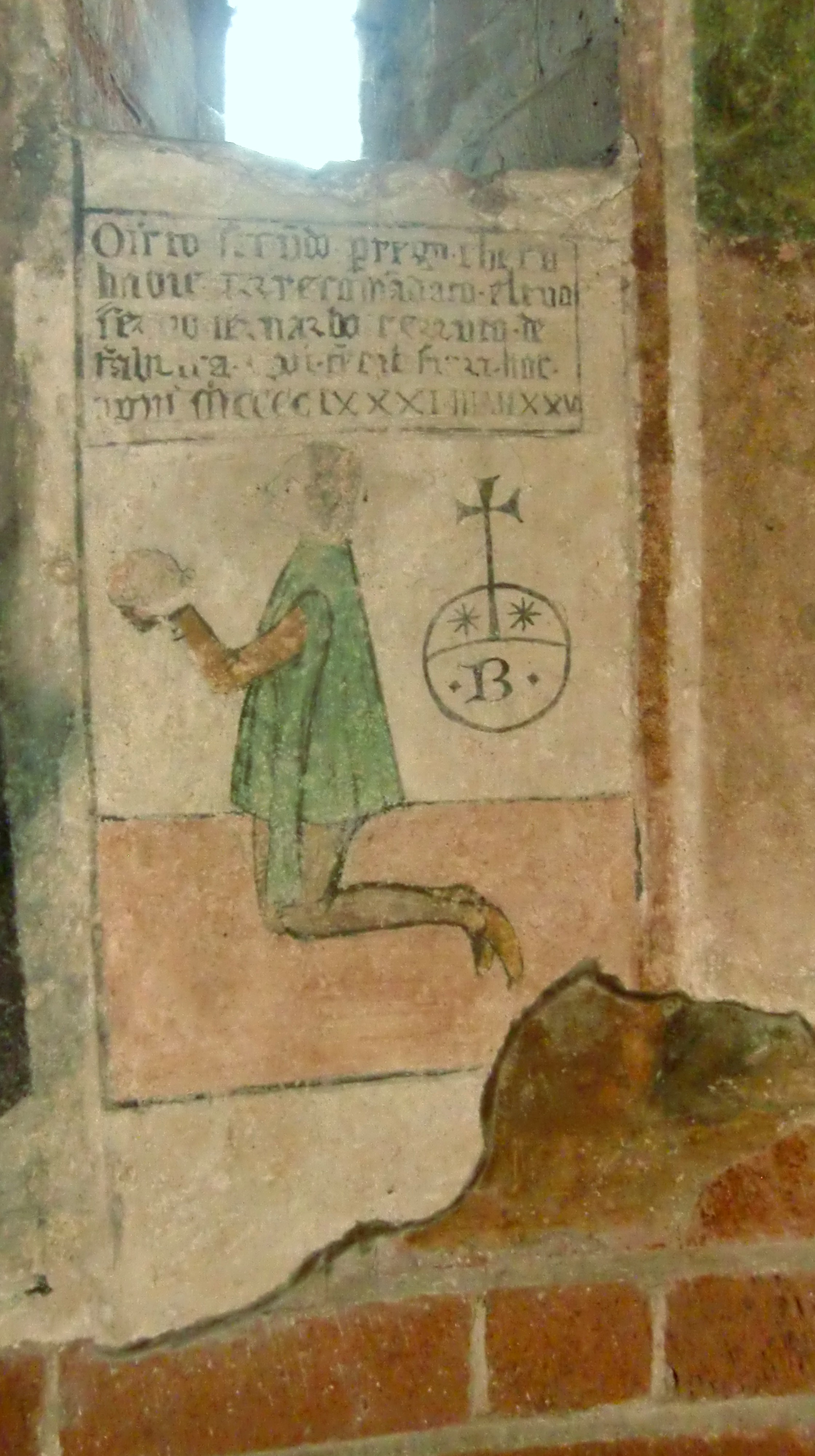
Devoto inginocchiato, affresco nell'abside minore, 1481